# Anneksgård
Anneksgård er betegnelsen for en landbrugsejendom i et annekssogn. Gården var ejet af kirken eller staten. Produkterne, som gården gav, skulle tjene som hel eller delvis aflønning af hovedsognets præst.